# Chinampa

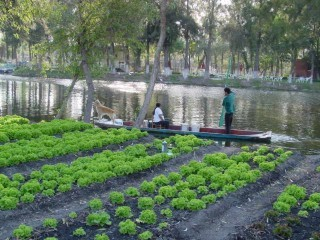
Odierne chinampa

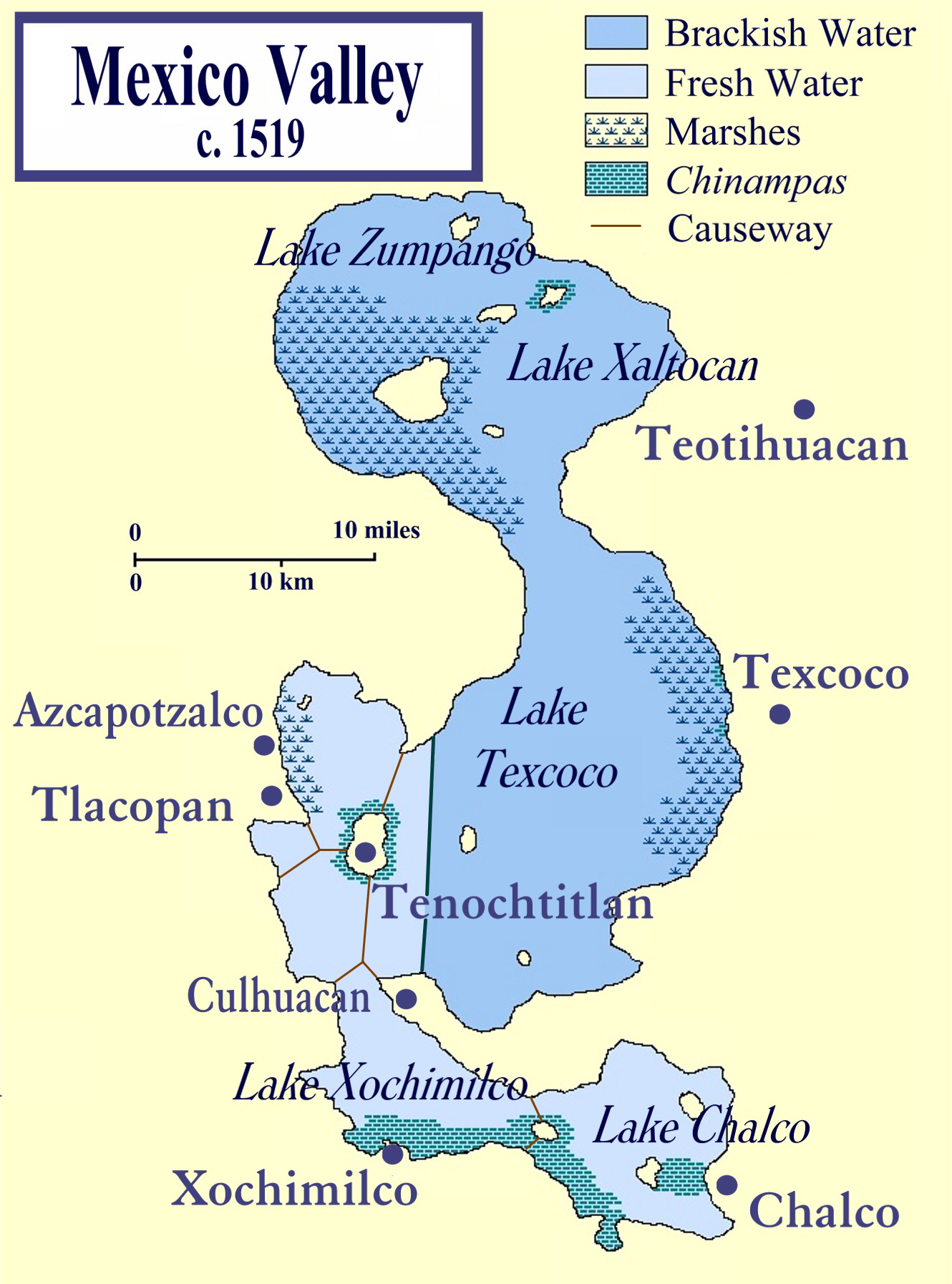
Il sistema lacustre all'interno della Valle del Messico al tempo della conquista spagnola del Messico, con evidenziata la distribuzione delle chinampa

La chinampa (pron. cinàmpa, dallo spagnolo; in nahuatl: chināmitl, [t͡ʃiˈnaːmit͡ɬ]) è una tecnica di agricoltura mesoamericana che utilizza piccole aree rettangolari di terra arabile e fertile per la coltivazione di aree coperte da acqua a basso livello nella Valle del Messico.
L'UNESCO ha proclamato le chinampa residue di Xochimilco patrimonio dell'umanità nel 1987.

## Descrizione
Chiamate spesso "giardini galleggianti", le chinampa sono isole artificiali che misuravano circa 30 metri di lunghezza e 2,5 di larghezza, anche se a volte erano più lunghe. Vengono create puntellando il fondo del basso lago con dei paletti, creando una forma rettangolare. L'area così delimitata viene poi riempita con fango, sedimenti del lago e vegetazione in decomposizione, portandone il livello oltre a quello del lago. Spesso vengono piantati sugli angoli alberi quali i salici per rinforzare la struttura. Le chinampa sono separate da una rete di canali e fossati, che non solo regolano il livello dell'acqua in modo da bagnare le colture, ma costituiscono una facile via di comunicazione tra i campi e i ricchi mercati mediante il passaggio delle canoe.

## Storia
Il termine chinampa deriva dal termine nahuatl chināmitl, che significa "quadrato fatto di canne".
Gli esemplari più antichi risalgono al medio periodo postclassico, 1150 - 1350. I primi chinampa furono usati nei laghi Xochimilco e Chalco, nei pressi delle sorgenti che costellavano la riva meridionale di questi laghi. Gli Aztechi non solo conducevano campagne militari per ottenere il controllo delle regioni ma, secondo alcuni ricercatori, fecero molti sforzi per aumentare l'estensione. Le chinampa circondavano anche Tenochtitlán, la capitale azteca, la cui estensione aumentò notevolmente nel tempo a causa di queste coltivazioni. Un'agricoltura su piccola scala è stata trovata anche presso l'isola-città di Xaltocan, e sulla sponda orientale del Lago Texcoco. Con la distruzione delle dighe e delle chiuse durante la conquista spagnola, molte chinampa furono abbandonate, anche se quelle rimaste vengono tuttora usate sul lago Xochimilco.

## Le coltivazioni
Le coltivazioni più presenti nelle chinampa erano mais, fagioli, amaranto, pomodori e peperoni, anche se a volte venivano usate per la coltivazione di fiori. Si stima che il cibo proveniente dalle chinampa coprisse una cifra compresa tra la metà e i due terzi del fabbisogno di Tenochtitlán. Le chinampa venivano fertilizzate con i sedimenti del lago e con escrementi umani della città riutilizzati.

## Tecniche simili nel mondo
La tecnica di coltivazione sull'acqua è presente tradizionalmente anche in altre zone del mondo con altri nomi (ad esempio sul Lago Inle), una tecnica di coltivazione idroponica ante litteram.